# Pump
Pump (fra amerikansk, court shoe på engelsk) er en sko, der er skåret meget lavt foran eller i overlæderet og som ikke har nogle fastgørelsesanordning (lidt ligesom loafers). De er en del af den formelle herrepåklædning og kaldes nogle gange for en operapump eller operaslipper.
De er fremstillet i ét stykke overlæder, der får en kant af silke eller anden læder. Sålen er enten af læder eller gummi, og den limes på eller syes fast på de dyrere modeller. Forrest placeres normalt en sløjfe af grosgrainvævet silke eller rayon.
Pumps findes også som damesko. Hvis den får en strop over forfoden kaldes det en Mary Janes. Pumps til kvinder kan også have en ankelstrop.